# مراد ميرزا
مراد ميرزا (وُلد بين ‎ 1509-1514م - توفي 1574 م) كان الإمام السادس والثلاثين للطائفة الشيعية الإسماعيلية النزارية.
خلف والده أبو ذر علي ، بعد وفاته عام 1509 م، في أنجدان. كان مراد ميرزا إمامًا ناشطًا سياسيًا، وكان له أتباع كثيرون. كما عُرف عنه علاقاته الوثيقة بمؤسس الدولة الصفوية، إسماعيل الأول.

## الحياة
عاش علي شاه، الملقب بشاه مراد أو مراد ميرزا، في أنجدان. وقد حافظ أيضًا على علاقاته الوثيقة بالشاه إسماعيل التي وطّدها والده. اتسم أسلوب حياته وملابسه وطعامه ببساطة نادرة. كان إمامًا ناشطًا سياسيًا، ربما إلى جانب جماعة الشيعة النقطوية، وكان له أتباع كثيرون. لم يكن مراد ميرزا يعمل دائمًا من قاعدة أنجدان النزارية. فنتيجة لنشاطه، اكتسب أتباعًا في كاشان وغيرها من المناطق الفارسية الوسطى.
بدأ السلطان العثماني سليم الأول (1512-1520) مسيرته الطويلة نحو أذربيجان بعد أن قتل 40 ألف شيعي في أراضيه. وصل إلى سهل جالديران، واندلعت الحرب عام 920 هـ الموافق 1514 م. ألحق هزيمة نكراء بالشاه إسماعيل في معركة جالديران. استُخدمت القوة النارية العثمانية، المكونة من 200 مدفع و100 مدفع هاون، لتُحدث تأثيرًا مدمرًا. بعد تكبد خسائر فادحة، اضطرت المدفعية الصفوية إلى فض الاشتباك. عندما غادر إسماعيل ساحة المعركة، لم يلاحقه سليم. لاحقًا، سار إلى تبريز، عاصمة الصفويين، التي احتلها عام 922 هـ الموافق 1517 م. كتب كاترينو زينو السفير البندقي، في كتابه "رحلات في بلاد فارس" (ص 61) أنه "لو هُزم الأتراك في معركة جالديران، لكانت قوة إسماعيل أعظم من قوة تيمورلنك، إذ كان سيُصبح، بفضل شهرة هذا النصر وحدها، سيدًا مطلقًا للشرق". لاحقًا، ظلّ المماليك في الشام ومصر متمسكين بسلاح الفرسان، وهُزموا أيضًا على يد العثمانيين.
كان أثر هزيمة الصفويين في جالديران هو فقدان ولاية ديار بكر، التي ضُمت إلى الإمبراطورية العثمانية في عام 921 هـ الموافق 1516 م. دخل الشاه إسماعيل في حالة حداد بعد هزيمته. وخلال السنوات العشر المتبقية من حكمه، لم يقد قواته إلى أي عمل شخصي. لم يكرس اهتمامه لشؤون الدولة كما في الماضي. على العكس من ذلك، يبدو أنه حاول إغراق أحزانه. أعطى تنازله عن مسؤولياته فيما يتعلق بالتوجيه الشخصي لشؤون الدولة لبعض المسؤولين الفرصة لزيادة سلطتهم. بدأ الصدام بين القزلباش والجنود الإيرانيين يشكل تهديدًا للدولة الصفوية.
كان القزلباش هم التركمان، الذين اشتهروا بارتداء القبعات الحمراء المدببة، والتي بدأوا بارتدائها في عهد الشيخ حيدر (1456-1488)، والد شاه إسماعيل؛ ولذلك عُرفوا باسم القزلباش (ذوي الرؤوس الحمراء). كانوا يحلقون لحاهم ويتركون شواربهم تنمو. شكل القزلباش العمود الفقري للجيش الصفوي. ويبدو من المرجح في تلك المرحلة أن الشاه إسماعيل قد أقام علاقة وثيقة مع أئمة الإسماعيلية في أنجدان، ومنحهم لقب أمير العمرة. وهناك سبب آخر لانضمام الإسماعيليين إلى الجيش الصفوي في خراسان، الذي صدّ الزحف العدواني للأوزبك عام 916 هـ الموافق 1510 م. ومن المرجح أن الشاه إسماعيل كان قد خطط لطلب المساعدة العسكرية من المحاربين الإسماعيليين الخراسانيين لسحق الانتفاضة في جيشه إذا لزم الأمر. ولذلك حافظ على علاقات ودية مع أئمة أنجدان. إلا أن إسماعيل توفي عام 930هـ الموافق 1524م.
يُقال إن شهر محرم كان شهرًا مثاليًا لزوار الشيعة الإسماعيلية الذين يزورون أنجدان. كانوا يحملون عادةً تعزية صغيرة (نسخة طبق الأصل من ضريح الإمام الحسين) ويضعونها أمام القافلة، ويمرون عبر أسنان أشد الأماكن قسوة وعدوانية في الزي الشيعي. كانوا يضعون التعزية عند مدخل أنجودان، ويأخذونها مرة أخرى عند مغادرة المدينة.
توفي الإمام مراد ميرزا سنة 920هـ الموافق 1574م في أنجدان وخلفه ابنه خليل الله الأول.

### الأسر والإعدام
في عام 1573 م، وبسبب التهديد الذي شكله الإمام للدولة، أمر الشاه الصفوي الثاني، طهماسب الأول، حاكم همدان، أمير خان موسيلو، بالذهاب إلى أنجدان للقبض على مراد ميرزا. تقدم أمير خان إلى أنجدان، وبينما قبض على عدد كبير من أتباع الإمام، لم يتمكن من القبض عليه. ومع ذلك، سرعان ما تم القبض على الإمام وسجنه، لكنه هرب مرة أخرى، هذه المرة بمساعدة مسؤول صفوي رفيع المستوى متعاطف يدعى محمد مقيم. وبمساعدة أتباعه، تمكن الإمام من الفرار إلى قندهار. ومع ذلك، أثناء وجوده في أفغانستان، قبض عليه مرة أخرى الصفويين. هذه المرة لم يكن هناك هروب، وبعد إحضاره أمام شاه طهماسب أُعدم إلى جانب محمد مقيم في عام 1574 م.